# Eugène Olive
Eugène Olive (Roubaix, ?–?) francia nemzetközi labdarúgó-játékvezető.

## Pályafutása

### Nemzeti játékvezetés
1932-ben lett az I. Liga játékvezetője. A nemzeti játékvezetéstől 1938-ban vonult vissza.

#### Nemzeti kupamérkőzések
Vezetett kupadöntők száma: 1.

##### Francia labdarúgókupa
| Időpont        | Helyszín                         | Mérkőzés típusa | Mérkőzés                             | Eredmény |
| -------------- | -------------------------------- | --------------- | ------------------------------------ | -------- |
| 1937. május 9. | Yves du Manoir Stadion, Colombes | döntő           | FC Sochaux-Montbéliard–RC Strasbourg | 2 : 1    |

### Nemzetközi játékvezetés
A Francia labdarúgó-szövetség Játékvezető Bizottsága (JB) terjesztette fel nemzetközi játékvezetőnek, a Nemzetközi Labdarúgó-szövetség (FIFA) 1938-tól tartotta nyilván bírói keretében. A FIFA JB központi nyelvei közül a franciát beszélát. Több nemzetek közötti válogatott és klubmérkőzésen partbíróként segítette működő társát. Az aktív nemzetközi játékvezetéstől 1938-ban búcsúzott.

#### Labdarúgó-világbajnokság
A világbajnoki döntőhöz vezető úton Franciaországba a III., az 1938-as labdarúgó-világbajnokságra a FIFA JB partbíróként alkalmazta. A FIFA JB általános gyakorlatának megfelelően a hazai szövetségtől kért 10 fő játékvezetőt, kifejezetten partbírói feladatok ellátására. Beosztásának megfelelően az első számú partbírónak kellett átvennie a mérkőzést irányítását, ha a játékvezető megsérül.

##### 1938-as labdarúgó-világbajnokság

###### Világbajnoki mérkőzés
| Időpont          | Helyszín                       | Mérkőzés típusa     | Mérkőzés                | Játékvezető     | Eredmény | Nézők száma |
| 1938. június 5.  | Cavée Verte Stadion, Le Havre  | egyik nyolcaddöntőn | Csehszlovákia–Hollandia | Lucien Leclercq | 3 : 0    | 11 000      |
| 1938. június 19. | Parc Lescure Stadion, Bordeaux | bronzmérkőzés       | Svédország–Brazília     | John Langenus   | 2 : 4    | 20 000      |